# Ferdinand de Lanoye
Pour les articles homonymes, voir Tugnot de Lanoye.
Ferdinand Tugnot de Lanoye, né à Saint-Saturnin le 13 septembre 1806, mort à Vienne le 19 avril 1870, est un écrivain français.

## Biographie
De bonne heure il se fit remarquer par ses idées libérales, se lia avec plusieurs rédacteurs du National, prit part, après la révolution de Juillet 1830, à la rédaction de divers journaux républicains et devint, en 1848, chef de section au ministère de la Guerre, fonctions dont il se démit en 1850. Depuis lors, il s'est fait connaître par la publication d'un assez grand nombre d'ouvrages, pour la plupart relatifs à la science géographique, récits de voyages et des textes ethnologiques.
Il est inhumé au cimetière du Père-Lachaise (39e division).

## Publications

### Auteur
- Songes et réveils, recueil de vers sous le pseudonyme Eyonal (1838), C. Gosselin, Paris, 1840 ;
- L'Inde contemporaine, Paris, Hachette, 1855 ;
- Le Niger et les explorations de l'Afrique centrale depuis Mungo-Park jusqu'au Docteur Barth[2], Paris, Hachette, 1858 ;
- « Voyage et expédition au Sénégal et dans les contrées voisines », Le Tour du monde, Hachette, Paris, vol. 3, 1861.
- Les Grandes scènes de la nature, d'après les descriptions de voyageurs et d'écrivains célèbres, Paris, Hachette, 1863 (visualisable sur Google Play) ;
- La Mer polaire : voyage de l'Érèbe et de la Terreur et expéditions à la recherche de Franklin, Paris, Hachette, 1864 ;
- Ramsès le Grand ou l'Égypte il y a 3300 ans, Paris, Hachette, 1866 ;
- Les grandes scènes de la nature, Paris, Hachette, 1867 ;
- La Sibérie d'après les voyageurs les plus récents, Paris, Hachette, 1865 ;
- Le Nil, son bassin et ses sources, explorations et récits, extraits des voyageurs anciens et modernes, Paris, Hachette, 1869 ;
- L'homme sauvage, Paris, Hachette, 1873.

### En collaboration
- Voyage dans les glaces du pôle arctique à la recherche du passage Nord-Ouest, extraits des relations de sir John Ross, Edward Parry, John Franklin, Frederick William Beechey, George Back, Robert McClure et autres navigateurs célèbres, en collaboration avec Hervé (Amateur Étienne), Paris, Hachette, 1854.

### Cartographe
- L'Inde anglaise avant et après l'insurrection de 1857, par le comte Édouard de Warren (1811-1898), Paris, Hachette, 1857. 1 planche dépliante à la fin du tome 2 (carte dressée par Ferdinand de Lanoye, gravée par E. George)

### Éditeur scientifique
- Voyage dans les royaumes de Siam, de Cambodge, de Laos et autres parties centrales de l'Indo-Chine : relation extraite du journal et de la correspondance de l'auteur (Henri Mouhot), Paris, Hachette, 1868.

### Traducteur
- Lettres écrites des régions polaires, traduites de lord Dufferin, 1859 ;
- La Vie chez les Indiens, traduit de George Catlin, 1866 ;
- Mémoires de Lutfullah, gentilhomme Mahométan, traduit de l'anglais et annotés par l'auteur de l'Inde contemporaine, Paris, Hachette, 1858 ;
- La mer libre du Pôle : voyage de découvertes dans les mers arctiques exécuté en 1860-1861, d'Isaac Israel Hayes. Traduit de l'anglais et accompagné de notes complémentaires. Paris, Hachette, 1868 ;
- « Voyage dans le royaume d'Ava (empire des Birmans) 1855 », par le capitaine Henry Yule, dans Le Tour du monde, vol. 2, 1860 ;
- « Les captifs de Théodoros », par Henry Blanc, dans Le Tour du monde, vol. 20, 1869.

## Pour approfondir